# حق داشتن یک محیط سالم
حق داشتن یک محیط سالم یا حق داشتن یک محیط پایدار و سالم، حق انسانی است که توسط سازمان‌های حقوق بشری و سازمان‌های محیط زیست برای محافظت از سیستم‌های اکولوژیکی که سلامت انسان را تأمین می‌کنند، حمایت می‌شود. این حق با سایر حقوق بشر متمرکز بر سلامتی از جمله حق آدمی در آب و فاضلاب، حق غذا و حق بر سلامتی مرتبط است. حق داشتن یک محیط سالم از رویکرد حقوق بشر برای محافظت از کیفیت محیط استفاده می‌کند در مقابل نظریه حقوقی ایجاد شده برای حقوق طبیعت که سعی در گسترش حقوق ایجاد شده برای انسان یا سایر اشخاص حقوقی به طبیعت دارد.
این حق وظیفه دولت را برای تنظیم و اجرای قوانین زیست‌محیطی، کنترل آلودگی و در غیر اینصورت تأمین عدالت و حمایت از جوامعی که از مشکلات زیست‌محیطی آسیب دیده‌اند، ایجاد می‌کند. حق داشتن یک محیط زیست سالم حق مهمی برای ایجاد سوابق قانونی زیست‌محیطی برای دعاوی مربوط به تغییر اقلیم و سایر موارد زیست‌محیطی بوده‌است.
حق داشتن یک محیط سالم در هسته جهانی رویکرد حقوق بشر و تغییرات اقلیمی قرار دارد. توافق‌نامه‌های بین‌المللی حمایت کننده از این حق شامل اعلامیه استکهلم ۱۹۷۲، اعلامیه ریو ۱۹۹۲ و میثاق جهانی جدید برای محیط زیست است. بیش از ۱۵۰ ایالت در سازمان ملل از طریق قانونگذاری، دادرسی، قانون اساسی، قانون معاهده یا سایر اختیارات قانونی به نوعی این حق را به رسمیت شناخته‌اند. منشور آفریقایی برای حقوق بشر و مردم، کنوانسیون آمریکایی برای حقوق بشر و توافق‌نامه اسکازو، هر یک شامل حق داشتن یک محیط سالم است. چارچوب‌های دیگر حقوق بشر، مانند پیمان‌نامه حقوق کودک، به موارد زیست‌محیطی اشاره دارد زیرا مربوط به کانون توجه این چارچوب در این مورد حقوق کودکان است.
گزارشگران ویژه سازمان ملل در زمینه حقوق بشر و محیط زیست جان اچ ناکس (۲۰۱۲–۲۰۱۸) و دیوید آر. بوید (۲۰۱۸–) توصیه‌هایی در مورد نحوه رسمیت بخشیدن به این حقوق در قوانین بین‌المللی ارائه داده‌اند. این مورد توسط تعدادی از کمیته‌ها در سطح سازمان ملل و همچنین جوامع محلی محلی مانند دادگستری شهر نیویورک مورد تأیید قرار گرفت.

## نقش دولت
دولت موظف است به اجرای قوانین زیست‌محیطی و کنترل آلودگی، همچنین به رعایت عدالت و حمایت از جوامع آسیب‌دیده از مشکلات زیست‌محیطی. حق برخورداری از داشتن محیط زیست سالم یک حق مهم است و باید رویه‌های قانونی مربوط به دعاوی تغییرات اقلیمی و سایر مسائل زیست‌محیطی را ایجاد کند.

## قطعنامه مجمع عمومی سازمان ملل متحد
مجمع عمومی سازمان ملل متحد در ۲۰۲۲، در هفتاد و ششمین جلسه خود، قطعنامه‌ای را که توسط یک گروه اصلی شامل: سوئیس، مراکش، کاستاریکا، اسلوونی و مالدیو ارائه شده بود، تصویب کرد و بار دیگر حق انسان برای داشتن یک محیط زیست پاک، سالم و پایدار را به رسمیت شناخت. اگرچه قطعنامه‌های مجمع عمومی از نظر قانونی الزام‌آور نیستند، اما این قطعنامه مورد استقبال میشل باچله، کمیسر عالی حقوق بشر سازمان ملل متحد، چندین گزارشگر ویژه و اعضای برخی از سازمان‌های جامعه مدنی قرار گرفت.